# (1804) Чеботарёв
(1804) Чеботарёв (лат. Chebotarev) — типичный астероид главного пояса, открыт 6 апреля 1967 года советским астрономом Тамарой Смирновой в Крымской астрофизической обсерватории и 1 января 1974 года назван в честь советского астронома Глеба Чеботарёва.

## Обнаружение и именование
(1804) Чеботарёв
Открыт 6 апреля 1967 года в Научном Т. М. Смирновой.
Назван в честь профессора Г. А. Чеботарёва, директора Института теоретической астрономии с 1964 года и бывшего президента Комиссии 20 Международного астрономического союза. Профессор Чеботарёв хорошо известен своей интенсивной работой над различными проблемами небесной механики, связанными с астероидами, кометами и спутниками.
Оригинальный текст (англ.)1804 Chebotarev
Discovered 1967-04-06 by Smirnova, T. at Nauchnyj.
Named in honor of Prof. G. A. Chebotarev, Director of the Institute of Theoretical Astronomy since 1964 and past president of Commission 20 of the International Astronomical Union. Prof. Chebotarev is well known for his intensive work on different problems of celestial mechanics concerned with the asteroids, comets and satellites.
Источники: DISCOVERY.DB; M.P.C. 3569.

## Орбита

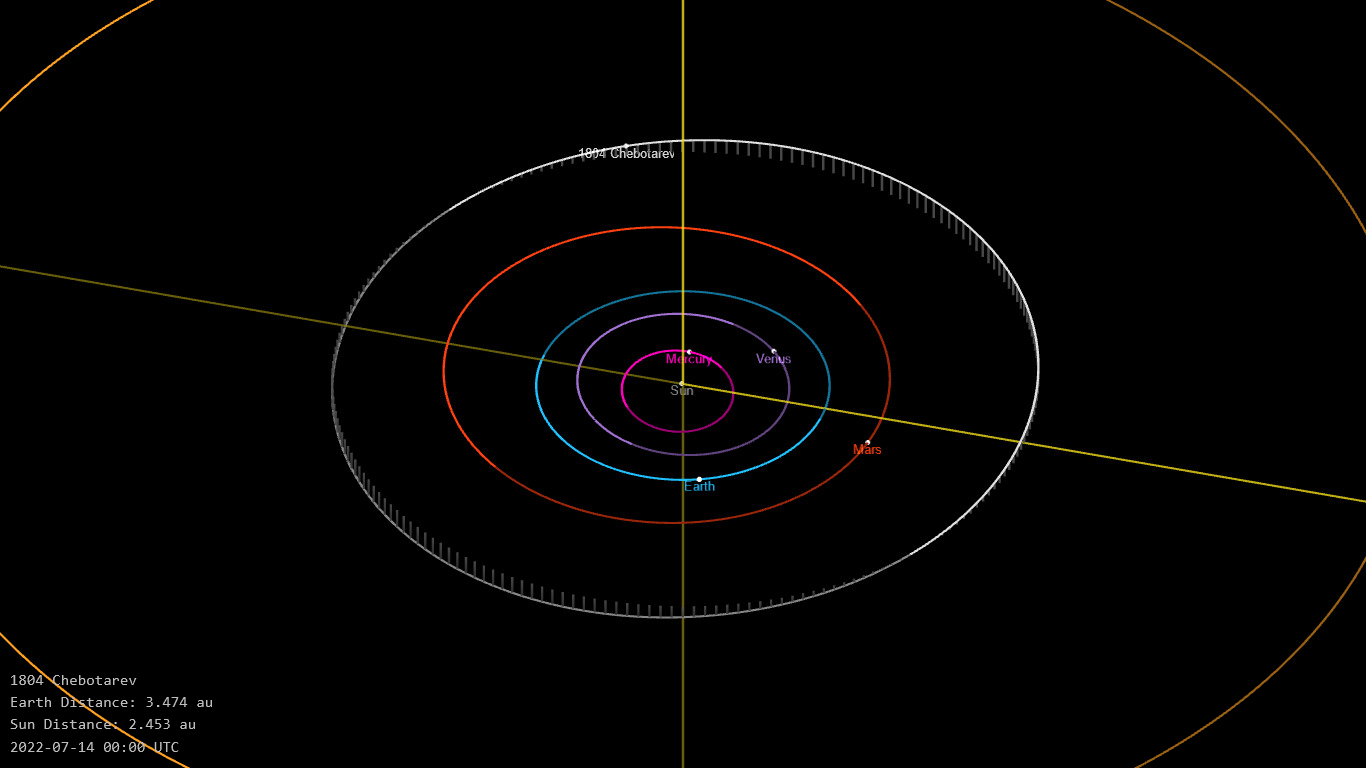
Орбита астероида Чеботарёв и его положение в Солнечной системе

## Физические характеристики
Астероид относится к таксономическому классу S.
По результатам наблюдений в видимом и ближнем инфракрасном диапазоне космического телескопа NEOWISE диаметр астероида оценивается равным 9,15±1,12 км или 9,145±1,124 км. Согласно тем же источникам альбедо оценивается как 0,501±0,289.